# Wellington—Grey—Dufferin—Simcoe
Pour les articles homonymes, voir Wellington (homonymie), Grey, Dufferin et Simcoe (homonymie).
Wellington—Grey—Dufferin—Simcoe fut une circonscription électorale fédérale de l'Ontario, représentée de 1988 à 1997.
La circonscription de Wellington—Grey—Dufferin—Simcoe a été créée en 1987 à partir de Bruce—Grey, Grey—Simcoe et Wellington—Dufferin—Simcoe. Abolie en 1996, elle fut redistribuée parmi Dufferin—Peel—Wellington—Grey, Simcoe—Grey et Waterloo—Wellington.

## Géographie
En 1987, la circonscription de Wellington—Grey—Dufferin—Simcoe comprenait:
Barrie
- Le comté de Dufferin
- Une partie du comté de Grey
  - La ville de Thornbury
  - Le village de Dundalk
  - Les cantons de Collingwood, Egremont, Osprey et Proton
- Une partie du comté de Simcoe
  - Les villes de Collingwood et Stayner
  - Le village de Creemore
  - Le canton de Nottawasaga
- Une partie du comté de Wellington
  - Les villes de Fergus, Harriston, Mount Forest et Palmerston
  - Les villages d'Arthur, Clifford et Elora
  - Les cantons d'Arthur, Minto, Nichol, West Garafraxa et West Luther

## Députés
1. 1988-1993 — Perrin Beatty, PC
2. 1993-1997 — Murray Calder, PLC

- PC = Parti progressiste-conservateur
- PLC = Parti libéral du Canada